# Psychopunch
Psychopunch est un groupe de rock suédois, formé à Västerås en 1998. Le groupe décrit son style comme un mélange de Ramones, The Hellacopters et Motörhead, notamment nommé du Punk'n'Roll. Grâce à la participation des festivals comme le Wacken Open Air ou le Summer Breeze, le groupe fut mondialement connu et réussit surtout à trouver de la reconnaissance dans la scène métal et particulièrement en Allemagne. Le groupe est également connu pour ses nombreux albums split et ses pochettes qui présentent toujours une jeune fille dans un entourage de mode ou style rétro. Pour mettre ces œuvres d'art en valeur, chaque album du groupe est également sorti en LP avec une grande pochette.

## Membres actuels du groupe
- JM - chant et guitare
- Joey - guitare et chant
- Jocke - batterie
- Lindell - guitare basse et chant

## Discographie (Albums)
- 333 Half As Evil (démo, 1998)
- We Are Just As Welcome As Holy Water In Satan's Drink (album, 1999)
- Bursting Out Of Chucky's Town (album, 2000)
- Original Scandinavian Superdudes (album, 2001)
- The Pleasure Kill (album, 2002)
- Smashed On Arrival (album, 2004)
- Kamikaze Love Reducer (album, 2006)
- Moonlight City (album, 2008)
- Funhouse Blues & Six Sick Sexy Covers (album de reprises, 2008)
- Death By Misadventure (album, 2009)
- The Last Goodbye (album, 2011)
- Cover Action (Split EP de reprises, 2012)
- Smakk Valley (album, 2013)